# ستانلي ريتشاردسون
ستانلي ريتشاردسون (2 يوليو 1890 - 24 يناير 1958) (بالإنجليزية: Stanley Richardson)‏ هو لاعب كريكت بريطاني (وحمل سابقاً جنسية المملكة المتحدة لبريطانيا العظمى وأيرلندا).